# Hemicloeinae
Hemicloeinae è una sottofamiglia di ragni appartenente alla famiglia Gnaphosidae.

## Descrizione
Sono ragni di varia grandezza, da media (5 millimetri) a grande (15 millimetri).
La chiave dicotomica di questa sottofamiglia rispetto alle altre è che questi ragni hanno un anello sclerotizzato, a volte solo parzialmente visibile, e anche lunghi tubuli su una superficie piatta, posta distalmente sulle filiere laterali posteriori. Sono ragni molto appiattiti e sottili. Questo insieme di caratteri è tipico, non è posseduto da nessun'altra sottofamiglia.

## Distribuzione
I 2 generi oggi noti di questa sottofamiglia in America meridionale e Oceania.

## Tassonomia
Attualmente, a marzo 2016, la maggioranza degli aracnologi è concorde nel suddividerla in 2 generi:
- Hemicloea Thorell, 1870 - Oceania (Australia, Nuova Zelanda, Isole della Lealtà, Tasmania) (13 specie)
- Vectius Simon, 1897 - Brasile, Paraguay, Argentina (genere monospecifico)